# Jenāsem
Jenāsem (persiska: جِناسام, جناسم) är en bondby i Iran.   Den ligger i provinsen Mazandaran, i den norra delen av landet, 190 km öster om huvudstaden Teheran. Jenāsem ligger 435 meter över havet och antalet invånare är 133.
Terrängen runt Jenāsem är huvudsakligen kuperad. Jenāsem ligger nere i en dal. Runt Jenāsem är det ganska tätbefolkat, med 111 invånare per kvadratkilometer. Närmaste större samhälle är Estakhr-e Posht, 10,5 km öster om Jenāsem. I omgivningarna runt Jenāsem växer i huvudsak blandskog.